# Turning Point: Fall of Liberty
Turning Point: Fall of Liberty – strzelanka pierwszoosobowa z 2008 roku wyprodukowana przez studio Spark Unlimited i wydana przez Codemasters, opowiadająca alternatywną wersję historii II wojny światowej, w której hitlerowskie Niemcy dokonują inwazji na Stany Zjednoczone. Gra ukazała się na platformach Windows, PlayStation 3 oraz Xbox 360.

## Fabuła
Gra przedstawia alternatywną wersję historii II wojny światowej. Brytyjski dyplomata Winston Churchill ginie potrącony przez samochód w czasie swojej pracy w USA w 1931 roku, wskutek czego nie zostaje on premierem Wielkiej Brytanii. Bez jego przywództwa Zjednoczone Królestwo ulega niemieckiej agresji, a następnie Niemcy, po wieloletnim gromadzeniu sił, na początku lat 50. dokonują inwazji na Wschodnie Wybrzeże Stanów Zjednoczonych. Carson, główny bohater gry, jest robotnikiem wysokościowym i pracuje przy budowie nowego wieżowca, w momencie kiedy niemiecka flota i lotnictwo rozpoczynają ostrzał Nowego Jorku. Carsonowi udaje się uciec z atakowanego budynku, zdobyć broń, a następnie przyłączyć się do oddziału Gwardii Narodowej broniącego się przy Times Square, który staje się zalążkiem amerykańskiego ruchu oporu.

## Rozgrywka
Zadaniem gracza jest wykonywanie pojawiających się na początku i w trakcie misji celów. Drogą do ich realizacji jest przemierzenie całej lokacji i wyeliminowanie pojawiających się na niej przeciwników. Większość zadań Carson wykonuje sam, w niektórych towarzyszą mu kompani. Ruch oporu stawia przed nimi takie cele, jak: obrona barykad, przedostanie się do innego oddziału przez okupowane przez nieprzyjaciela miasto, zniszczenie jakiegoś obiektu lub zabicie wrogiego dowódcy. Do użytku gracza oddano kilkanaście rodzajów broni ręcznej, granaty, czy granatnik przeciwpancerny. O ile jednak broń amerykańska jest wiernym odtworzeniem historycznego uzbrojenia z tamtych czasów, np. pistolet maszynowy Thompson, karabin M1 Garand, czy pistolet Colt M1911, o tyle broń niemiecka jest fikcyjna, lecz nawiązuje do historycznych odpowiedników. Np. pistolet maszynowy MP 50 to wersja rozwojowa pistoletu maszynowego MP 40 (którego nazwa wskazuje na to, że został skonstruowany w 1950 roku), natomiast karabin Gew47 wyraźnie nawiązuje nazwą i konstrukcją do karabinu Gew43. Oprócz używania broni palnej, gracz może zabijać przeciwników także w walce wręcz, która odbywa się w ramach prostych sekwencji quick time event. Otrzymane obrażenia są leczone automatycznie, poprzez odczekanie określonej ilości czasu. Podkładanie ładunków wybuchowych zaimplementowano w formie minigry polegającej na połączeniu trzech kolorowych kabli.

## Odbiór
Turning Point: Fall of Liberty spotkał się z negatywnym odbiorem recenzentów według agregatora Metacritic. Recenzent IGN Ryan Geddes pochwalił wyjątkowy pomysł na fabułę gry, ale skrytykował rozgrywkę jako „archaiczną”. Wytknął grze także płaską, liniową akcję, która daje graczowi niewiele możliwości wyboru, nijaki i nieciekawy tryb wieloosobowy oraz frustrujące i źle działające mechaniki w grze, takie jak wspinanie się po drabinach. Lepiej przyjął muzykę, opisując ją jako solidną oraz dobrze wykonaną część gry. Ogólnie rzecz biorąc, grę uznał za „idealny przykład wspaniałego, ale źle zrealizowanego pomysłu”.
Tom McShea z portalu 1UP.com przyznał wersji na konsolę Xbox 360 nieco wyższą ocenę niż w przypadku pozostałych platform. Główną osią jego krytyki było niedopracowanie fabuły, skrytykował również powtarzające się cele misji i problemy ze sterowaniem. Podsumowując, stwierdził, że „za każdym razem, gdy Turning Point robi coś dobrze, gdzie indziej ponosi porażkę”. Dostrzegając jednak również zalety gry, został ją „czymś więcej niż przeciętnym produktem dla kogoś, kto chce po prostu pozabijać trochę nazistów”, głównie z powodu intrygującej historii.
W odpowiedzi na słaby odbiór gry przez recenzentów, twórcy Turning Point: Fall of Liberty stwierdzili, że ich gra nie była przeznaczona dla zapalonych graczy, ale raczej dla bardziej masowego odbiorcy. Ich zdaniem recenzenci byli „zbyt surowi” w ocenie takich gier, wyjaśniając niskie wyniki, które kilka produkcji, w tym Turning Point, otrzymało w ciągu kilku tygodni po ich wydaniu.